# Dańczypol (osada leśna)
Dańczypol – osada leśna w Polsce, położona w województwie lubelskim, w powiecie zamojskim, w gminie Grabowiec.
W latach 1975–1998 miejscowość administracyjnie należała do województwa zamojskiego.